# 宮地誠哉
宮地誠哉（みやち　せいや、1925年-　）は、日本の教育学者。元國學院大學教授。
大連生まれ。1949年東京大学文学部教育学科卒。

## 著書
- 『アメリカ中等教育史』誠信書房 1966
- 『中等教育と職業生活 学校と社会の関わりを考える』川島書店 1978
- 『開かれた教育』学文社 1980
- 『アメリカの中等教育 ハイ・スクールの成立と発展』学事出版 1984
- 『教育の基本問題』酒井書店 1986
- 『潮香 句集』生涯学習研究社 1996
- 『山笑ふ 句集』生涯学習研究社 2002

### 共編著
- 『企業内教育の動向調査』倉内史郎,中村重康共著 野間教育研究所 1963
- 『社会科教育法』山本敏夫共編 明治図書出版 教育科学叢書 1963
- 『企業内教育の諸問題』倉内史郎,中村重康共著 野間教育研究所 1965
- 『企業内教育の五年研究』倉内史郎,中村重康共著 野間教育研究所 1967
- 『講座現代技術と教育 4 職業教育』倉内史郎共編 開隆堂出版 1975
- 『教育原理』木下法也共編 酒井書店 1979
- 『実践学校経営診断 8 学校と地域の連携の診断』高野桂一共編著　ぎょうせい 1988

### 翻訳
- マリオ・D.ファンティニ『父母と教師の衝突はさけられるか アカウンタビリティにゆれるアメリカの学校』学事出版 1976

## 論文
- Cinii